# Masakazu Natsuda
Masakazu Natsuda (né le 2 juillet 1968 à Tokyo) est un compositeur japonais, ancien élève de Gérard Grisey au Conservatoire national supérieur de musique de Paris.

## Œuvres

### Musique orchestrale
- Soliton - pour orchestre de chambre (1995)
- Megalithic Waves - pour orchestre de chambre (1997)
- Astration - in memoriam Gérard Grisey - pour orchestre (2001)
- Tableau avec Ré, Fa, La - pour orchestre de chambre (2002)
- Cross-Light - pour orchestre de chambre (2003)
- Les ondes gravitationnelles - pour orchestre (2004)
- Danse de la Mante Religieuse - pour orchestre (2011

### Concertos
- Morphogenesis - pour hautbois et orchestre (1991)
- The String of Life  - pour violon et orchestre (1993)

### Musique de chambre
- Rapprochement - pour flûte, hautbois, 2 violons, 2 alto et piano (1991)
- Divergence - pour flûte, clarinette, violon, violoncelle et piano (1994)
- Trois Dessins - pour trombone, harpe, violon, alto, violoncelle et percussion (1995)
- Motet de l'aube, hommage à Guillaume de Machaut - pour clarinette basse, contrebasson, trois violons et percussions (1998)
- Galop - Flûte, piano (1996), pour flûte, clarinette, violon et piano (1999)
- Falling - pour flûte, clarinette, violon, alto, violoncelle et piano (2002)
- Music for keyboard instruments - deux pianos et six percussionnistes  (2006)
- Layered Song from Long Ago -  pour 2 clarinettes, alto, violoncelle et vibraphone (2008)
- Convergence - treize instrumentistes (2010)
- Octet - pour instruments à vent et percussions (2011)
- Quatre Prismes dans l'Espace pour 12 trompettistes et trois percussionnistes (1991)
- Sous un ciel étoile, près de l'eau - pour deux violons, piano, deux percussionnistes (1992)
- West, or Evening Song in Autumn - pour saxophone soprano et percussion (1996)
- Gameraphony -  (1998)
- Scherzo pour Trio Trichronochrome - pour cor, violon et piano (1999)
- Rencontre - pour flûte, violon et percussions (2000)
- Equatorial Song - pour flûte, piano préparé (2000)

### Instrument seul
- Parcours entre vitraux et absidioles - pour orgue (1993)
- Electro-Spiral, «L'échelle de la vie» - pour orgue électronique (1993)
- Flux et Reflux - pour piano (1994)
- Flots, «Dan-no-ura» - pour piano (1997)
- Les chants préhistoriques I - pour violon (1999)
- Les chants préhistoriques II - pour violon (2000)
- Stumbling Drums in Savanna pour percussion (2001)
- Gamelaphony II - pour piano (2009)